# Парк Победы (Ташкент)
Концепция мемориального комплекса «Парк Победы» (узб. "G’alaba Bogi" yodgorlik majmuasi) разработана в соответствии с постановлением президента Узбекистана Ш. Мирзиёева «О достойном праздновании 75-й годовщины Победы во Второй мировой войне» от 23 октября 2019 года. В 2020 году, несмотря на карантинные меры в Ташкенте, связанные с пандемией COVID-19, строительство комплекса велось в трёхсменном режиме, и парк был открыт в срок — 9 мая, в день празднования 75-й годовщины победы над фашистской Германией.

## Описание парка
Мемориальный комплекс «Парк Победы» расположен в Алмазарском районе города Ташкента, между Туринским Политехническим Университетом и Республиканской клинической офтальмологической больницей, по улице Сагбан.

У входа в парк установлена Арка Победы в виде пятиконечной звезды. В парковом комплексе размещены мраморные панно с изображениями боевых эпизодов с участием узбекистанцев и общие сведения об их участии на фронтах Второй мировой войны.

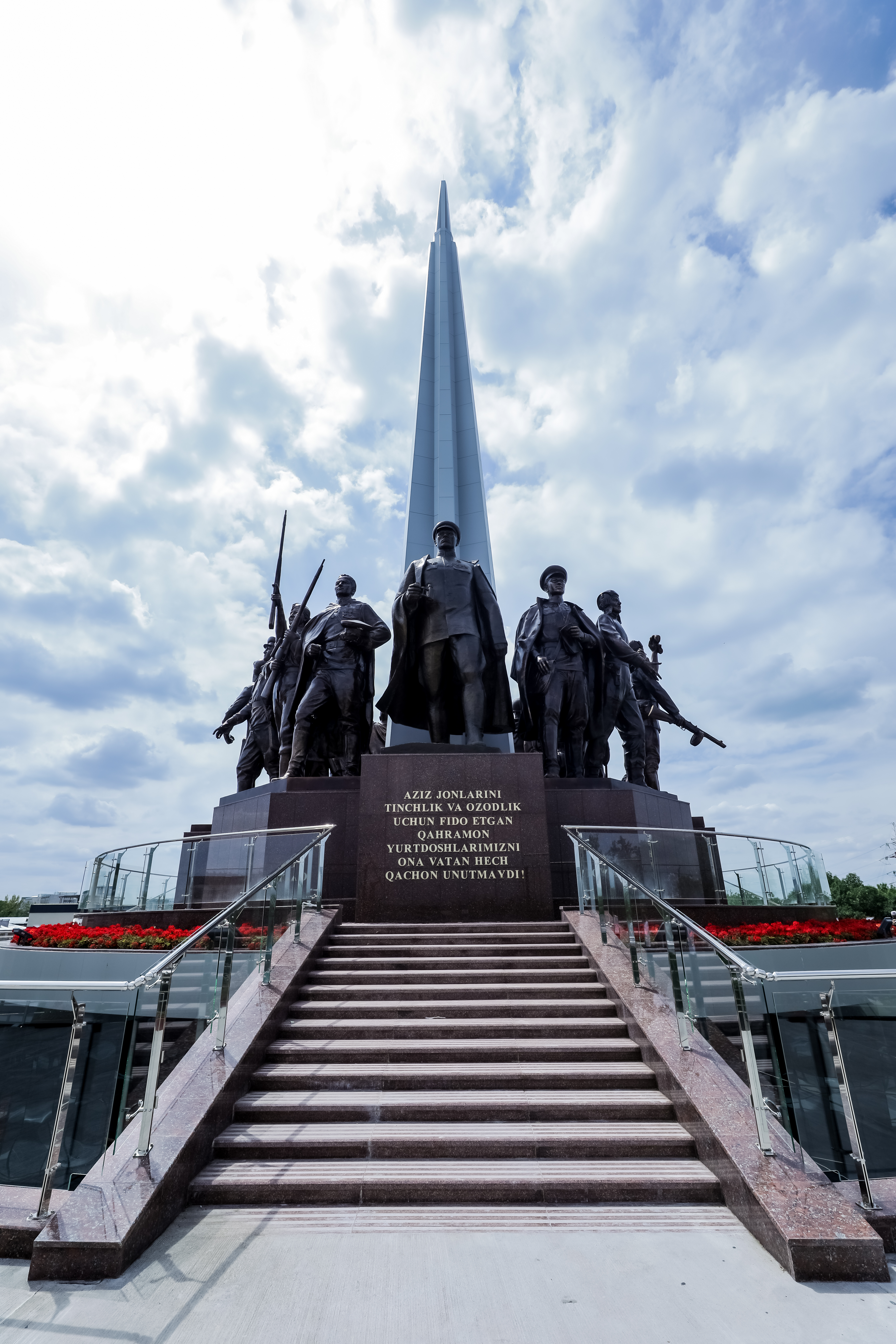
Парк Победы 03

При создании концепции парка Победы был изучен опыт ряда зарубежных стран по созданию подобных парков и скверов, мемориальных комплексов.
В разных уголках парка сооружены оформленные в национальном стиле крытые террасы, оснащённые электронным оборудованием для получения информации по тематике парка Победы. В зонах отдыха разместились библиотеки, Wi-Fi-зоны, сценические площадки.
Разбивка территории парка на зоны посещения продиктована их эмоциональным содержанием — ужасы войны и героизм воинов, стойкость и самоотверженная работа тех, кто остался в тылу и обеспечивал фронт, зона скорби и печали, зона радости, зона благодарности.
Сначала посетитель попадает в зону «Ужасы войны». Здесь представлены элементы боевых позиций, дзоты, орудия и танки, нависшие над траншеями. Проходя по траншеям под их гусеницами, посетитель находит сообщения, например, о количестве вражеских машин, вторгшихся на территорию Советского Союза, о том, что медалью «За оборону Москвы» были награждены почти две тысячи уроженцев Узбекистана, и т. д. Представлена и подлинная техника, в частности, танк Т-34, который участвовал в боях, а после войны оказался в Узбекистане.
На специальных площадках демонстрируются образцы оружия современной армии Узбекистана. Имеется амфитеатр для проведения праздничных мероприятий.
В средней части парка, на главной аллее располагается фонтан в виде ордена «Победа».
В самом верхнем пункте комплекса — на вершине рукотворного кургана — установлена скульптурная композиция «Вечный подвиг» (узб. «Мангу жасорат»). Это монумент Герою Советского Союза генерал-майору Сабиру Рахимову и всем воинам-узбекистанцам, участникам Второй мировой войны. В честь каждого Героя Советского Союза посажено дерево и установлена мраморная плита с его именем (301 имя).
Художественная композиция «Слеза» слева по главной аллее исполнена в форме глаза, внутрь которого как бы входят ряды могильных плит, символизирующих ту огромную цену, которую пришлось заплатить народам Узбекистана в борьбе за общую Победу.
Мемориал «Ода стойкости» (узб. Матонат мадхияси) посвящён памяти Зульфии Закировой, потерявшей на войне пятерых сыновей (Исокджон, Ахмаджон, Махамаджон, Вахобджон, Юсуфджон), выстоявшей перед лицом немыслимой беды и поддержавшей четырёх невесток с их малыми детьми, вдов своих сыновей, в их верности ушедшим мужьям.
Отдельным объектом является реконструкция ташкентского железнодорожного узла военного времени, который видел миллионы эвакуированных с территорий, занятых врагом, с блокадного Ленинграда, а также тысячи эшелонов с раненными. Об этом рассказывает экспозиция Музея Славы.

## Традиционные мотивы в монументе «Ода стойкости»
В целом, ташкентский мемориал возведён в советских традициях подобного рода сооружений, заимствуя опыт мемориальных комплексов типа Мамаева кургана и Сапун-горы. Существенная разница просматривается в трактовке ключевого для советских мемориалов образа Родины-матери.
Об этом упомянул в своей речи президент Ш. Мирзиёев: «Сегодня мы возложили цветы к подножию монумента „Ода стойкости“, олицетворяющего нашу Родину, отдали дань памяти самоотверженным соотечественникам. При создании монумента за основу были взяты не абстрактные художественные образы, а реальные исторические события. …Я говорю о Зульфие Закировой из посёлка Ханабад Зангиатинского района Ташкентской области, великом подвиге этой женщины и её семьи, восхищающем любого человека».

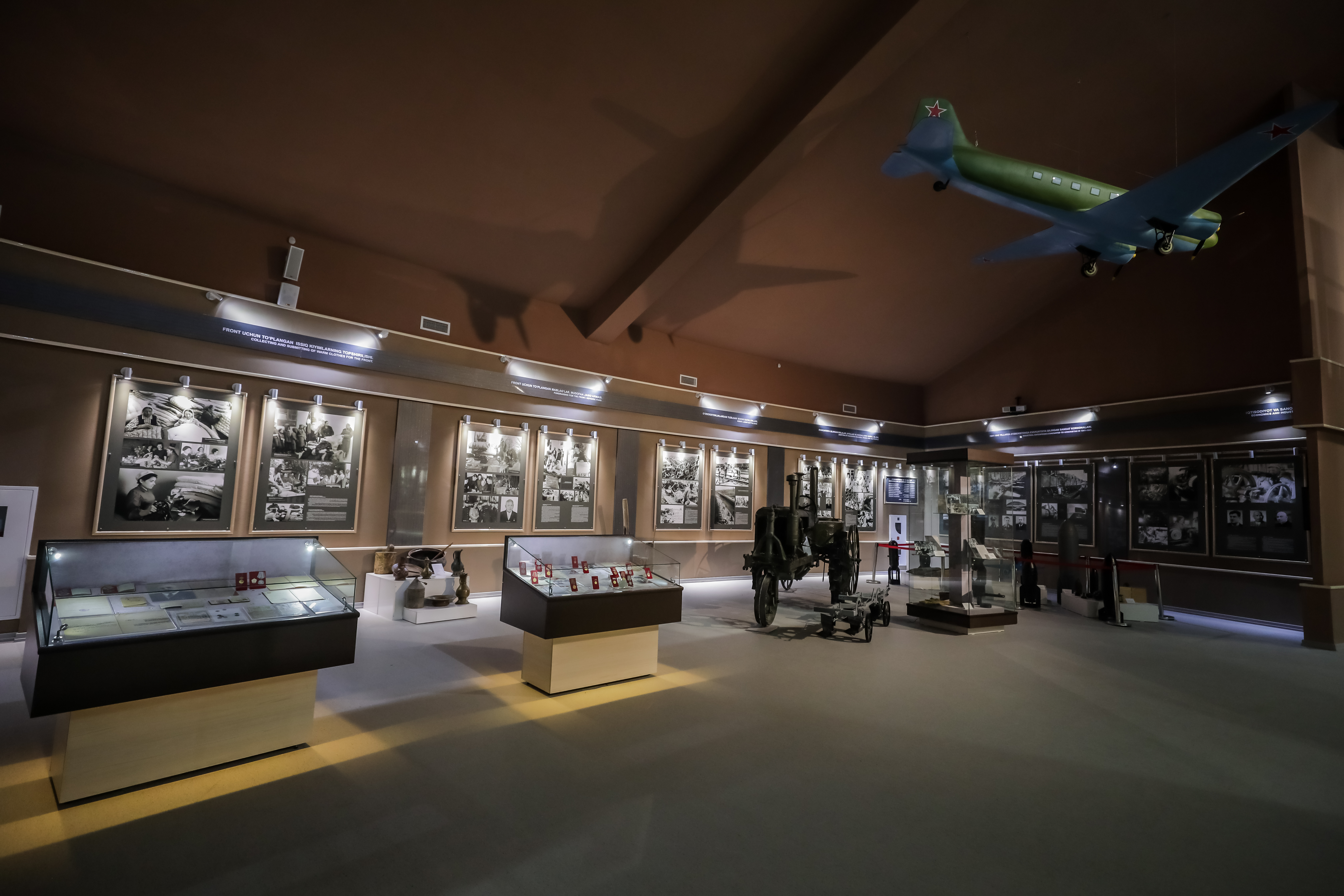
Музей внутри

В этом же 2020 году по всем национальным каналам Узбекистана был продемонстрирован художественный фильм «Илхак» («Неугасимая надежда») («Узбеккино», реж. Джахонгир Ахмедов), посвящённый жизненному пути Зульфии Закировой. Ушли на войну и погибли все её сыновья. В доме овдовели четыре её невестки и осиротели пятеро внуков. До последнего вздоха она терпеливо переносила выпавшие на её долю испытания, живя лишь памятью о своих сыновьях-героях, заботами и радостями невесток и внуков, соседей, страны, а добрые и любящие невестки, следуя её примеру и поддерживая во всём, остались верными своим супругам и семье.
В монументе «Ода стойкости» использован элемент обычая — пять надкусанных лепёшек, подвешенных на стелах за фигурами женщин и детей. «У нас традиция была: когда человек уходил на войну, он надкусывал лепёшку, её вешали на стену и ждали, когда человек вернётся», — поясняет главный архитектор парка Гульшаира Магометова эту деталь композиции.

## Музей Славы
Музей Славы (узб. «Шон-шараф» музейи) на территории парка возведён в виде рукотворного кургана, внутри которого размещён главный павильон парка с экспозицией, посвящённой истории участия Узбекистана во Второй мировой войне.

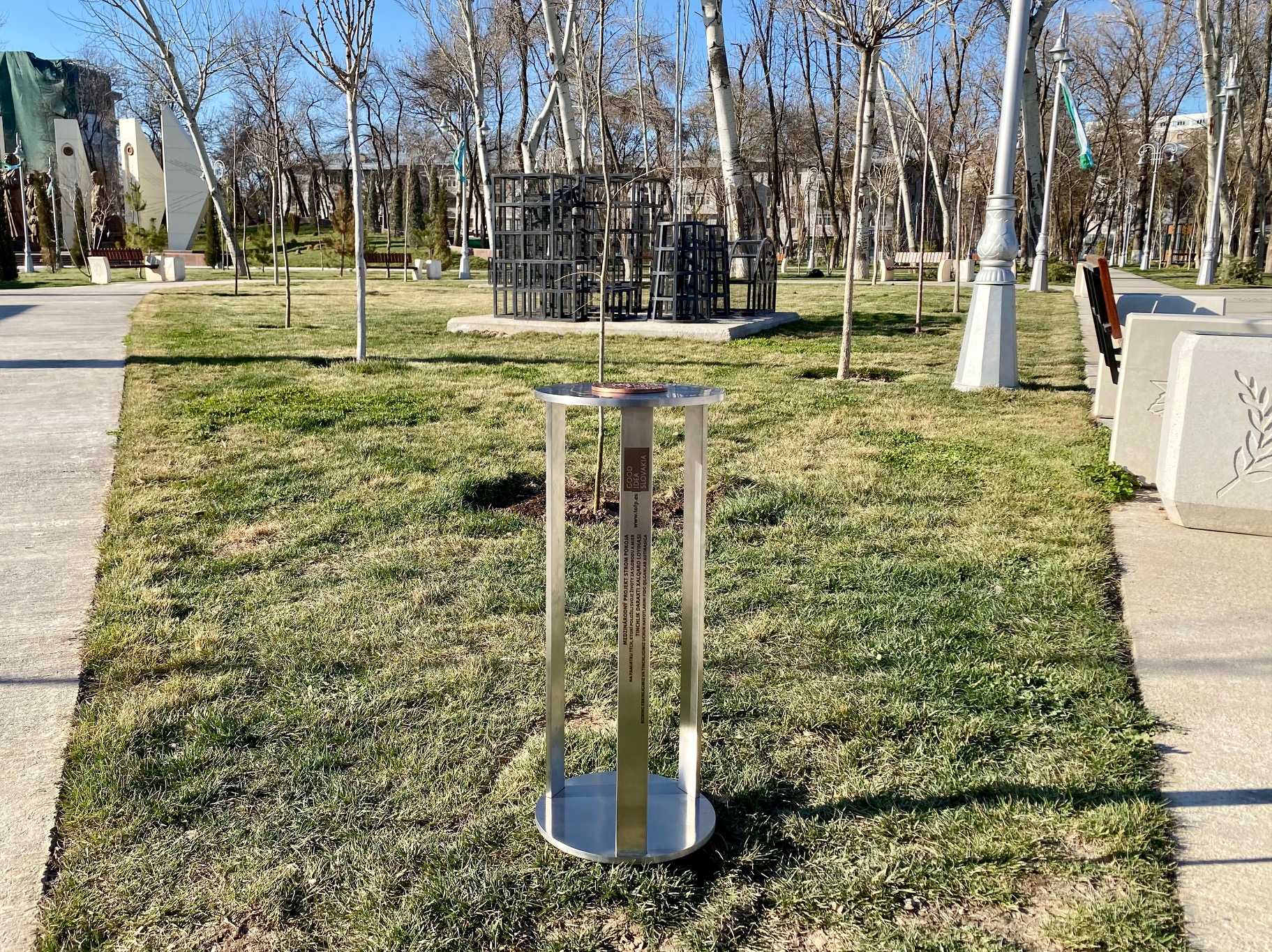
Дерево мира

Музей состоит из шести отделов. Первый повествует о мобилизации мужского населения республики на фронт, о подвигах узбекистанцев на полях сражений. Вторая секция называется «Узбекистан — надёжный тыл». В третьей рассказывается о науке, образовании, культуре и здравоохранении нашего края в годы войны. Четвёртый отдел имеет название «Воспоминания о войне и Победе, радости и ликовании народа», пятый посвящён художественной литературе, искусству и печати в годы войны. В шестом отделе под рубрикой «Подвиг героев живёт вечно» представлены 33-томная Книга памяти, изданная к 75-летию Победы над фашистской Германией, книга-альбом с документами военной поры, другие экспонаты.
В фондах музея хранятся подлинные предметы вооружения и боевой техники, предметы быта, большое количество рукописно-документальных и фотоматериалов, материалов изобразительного искусства, рассказывающих об истории Великой Отечественной и Второй мировой войны, о борьбе советского народа с немецкими оккупантами.
Музей Славы располагает уточнёнными данными о вкладе узбекистанцев в общую Победу.
В период 1941-45 годов на фронт из Узбекистана было мобилизовано около 1 миллиона 951 тысячи человек, и каждый третий из них не вернулся на родину. Более 200 тысяч солдат и офицеров были удостоены боевых наград.
С ноября 1941 года по март 1942 года здесь было сформировано 15 национальных дивизий и бригад, из них 9 стрелковых, 5 кавалеристских. Военные училища, дислоцированные в Ташкенте, подготовили для фронта несколько тысяч командиров и политработников.
За годы войны Узбекистан принял около 1 миллиона человек эвакуированных и раненных, в том числе 200 000 тысяч детей из прифронтовых районов и блокадного Ленинграда.
Имя узбекского снайпера Загира Насырова вошло в летопись Сталинградской битвы. Оборону легендарного Дома Павлова в Сталинграде с 25 сентября по 23 ноября 1942 года держали бойцы 11 национальностей, среди них двое узбеков — Ишбури Нурматов, погибший в первые недели обороны, и Камолджан Тургунов; последний прошёл всю войну и скончался в канун 70-летия Победы — 16 марта 2015 года — на 93-м году жизни у себя на родине в окружении своих 14 детей, 62 внуков и 85 правнуков.
Генерал Сабир Рахимов прошёл боевой путь от заместителя командира полка до командира 37-й гвардейской дивизии, был ранен 10 раз. Награждён орденом Суворова II степени и четырьмя орденами Красного Знамени. При штурме Данцига (ныне Гданьск, Польша) получил смертельное ранение и посмертно был награждён звездой Героя Советского Союза.
На фронт ушло 4 555 женщин республики. Среди них фронтовой хирург Мукадам Ашрапова, радистка Роза Ибрагимова, снайпер Шарофат Ишантураева, уничтожившая более сотни фашистов.
Знамя Победы доставил в Москву 9 мая 1945 года экипаж лётчика Абдусамата Тайметова, выходца из Ташкента.
В Узбекистане было размещено более 113 военных госпиталей, над которыми шефствовали 750 местных предприятий, учреждений, колхозов и совхозов.
В кратчайшие сроки Узбекская ССР превратилась в один из центров оборонной промышленности, сюда было эвакуировано более 100 промышленных предприятий. В течение четырёх военных лет на фронт было отправлено: 2 100 самолётов; 17 342 авиамотора; 17 100 миномётов; 27 тыс. запчастей для противотанковых орудий; 60 000 боекомплектов химической защиты; 22 миллиона мин; 560 тыс. снарядов; 2 318 000 авиабомб; 1 000 000 гранат; более 100 000 погонных метров стальных проводов; полевые радиостанции, более 3 миллионов шт. радиоламп для танков и самолётов; снаряжены 5 бронепоездов, 18 военно-санитарных и банных поездов, 2 200 полевых кухонь.
В советскую воюющую армию передано большое число лошадей и крупного рогатого скота. Хлопкоробы Узбекистана сдали государству: 4 806 тыс. тонн хлопка-сырца, 1 066 тыс. тонн зерна, 195 тыс. тонн риса, 108 тыс. тонн картошки, 374 тыс. тонн овощей и фруктов, 35 289 тонн сухофруктов, 57 444 тонн винограда, 1 593 тыс. тонн мяса, 5 286 тыс. кожаных шкур.
К началу 2020 года в Узбекистане проживало около тысячи участников Великой Отечественной войны и более 40 тысяч работников трудового фронта.
При формировании музея Славы были учтены рекомендации ветеранов, учёных-историков, творческой интеллигенции и широкой общественности. Были использованы современные технологии.
Все сопроводительные сведения об экспонатах представлены на узбекском, русском и английском языках.

## Статус мемориального комплекса «Парк Победы»
Мемориальный комплекс «Парк Победы» передан Министерству обороны Республики Узбекистан в форме государственного учреждения со статусом юридического лица, расположенного по адресу: город Ташкент, Алмазарский район, улица Сагбан.
Подписано постановление президента Ш. М. Мирзиёева "О мерах по организации деятельности Мемориального комплекса «Парк Победы». Документ определяет состав и задачи комплекса, включающего в себя Государственный музей «Шон-шараф», монументы «Мангу жасорат» и «Матонат мадхияси», а также историко-художественные экспозиции.
Начальник мемориального комплекса «Парк Победы» занимает пост советника министра обороны Узбекистана по делам культуры.

## «Дерево мира»
В Парке Победы 15 марта 2021 года было посажено 16 Дерев Мира. Дерево мира — это глобальный международный проект, зародившийся в Словакии. Проект, как таковой, официально представляет Словацкую Республику под брендом «Хорошая идея Словакия — Good Idea Slovakia, Ideas From Slovakia», а его организатором является гражданское объединение — неправительственная организация Servare et Manere. Проект реализуется при поддержке Министерства иностранных и европейских дел Словацкой Республики. Дерево мира было создано по случаю 100-летия окончания Первой мировой войны и было инициировано и создано жилинским ландшафтным архитектором Мареком Соболем.